# サムシング/エニシング?
 『サムシング/エニシング?』（Something/Anything?）は、アメリカのミュージシャン、トッド・ラングレン(Todd Rundgren)が1972年2月に発表した3枚目のアルバムである。準グループ・プロジェクト「ラント(Runt)」名義の2枚のアルバムに続く、ラングレン名義での初のアルバムであり、初のダブルアルバムでもある。1971年後半にロサンゼルス、ニューヨーク市、ウッドストックのベアーズビル・スタジオで録音された。アルバムは異なるスタイルのテーマに焦点を合わせた4つのセクションに分かれており、最初の3つのパートはスタジオで録音され、ラングレンがすべての楽器を演奏し、すべてのボーカルを歌い、さらにプロデュースも手掛けた。最後の4分の1には1960年代のアーカイブ録音の短い断片を除きオーバーダブなしのスタジオでライブ録音されたトラックがいくつか収録されている。 
時が経つにつれ、ラングレンはギターとキーボード以外の楽器にも熟達するようになり、スタジオミュージシャンへの不満も相まって、アルバム全体を一人でレコーディングしようとロサンゼルスへ一時移住することになった。標準的なLPに収まらないほどの楽曲を制作した後にロサンゼルスを地震が襲い、気分転換のためムーギー・クリングマン(Moogy Klingman)の協力を得てニューヨークに戻りライブセッションを行うことにした。彼らはベアーズビルでの最後のセッションに加えて、残りのレコーディングとミキシングもそこで行ないダブルアルバムに十分な量の楽曲が完成させた。
このアルバムはビルボード200で最高29位を記録し、発売から3年後にゴールド認定を受けた。アルバムからのシングル「 Hello It's Me」は、1973年後半に米国でトップ5ヒットとなり、さらなるヒット曲「I Saw the Light」が収録されている。Something /Anything?は後に1970年代で最も重要なレコードの1つとして批評家の称賛を集めた。2003年、このアルバムはローリングストーン誌の「史上最高のアルバム500枚」のリストで173位にランクされ、 2012年の改訂版リストでも評価を維持し、後に2020年版で396位にランクされた。コリン・ラーキンのオールタイムトップ1000アルバムの第3版（2000年）では797位に選ばれた。『Something/Anything』の後、ラングレンはこのアルバムに収録されているストレートなポップバラードから離れ、後のリリースである『魔法使いは真実のスター』(A Wizard, A True Star)で始まるより実験的でプログレッシブなロックへと移行した。

## 背景

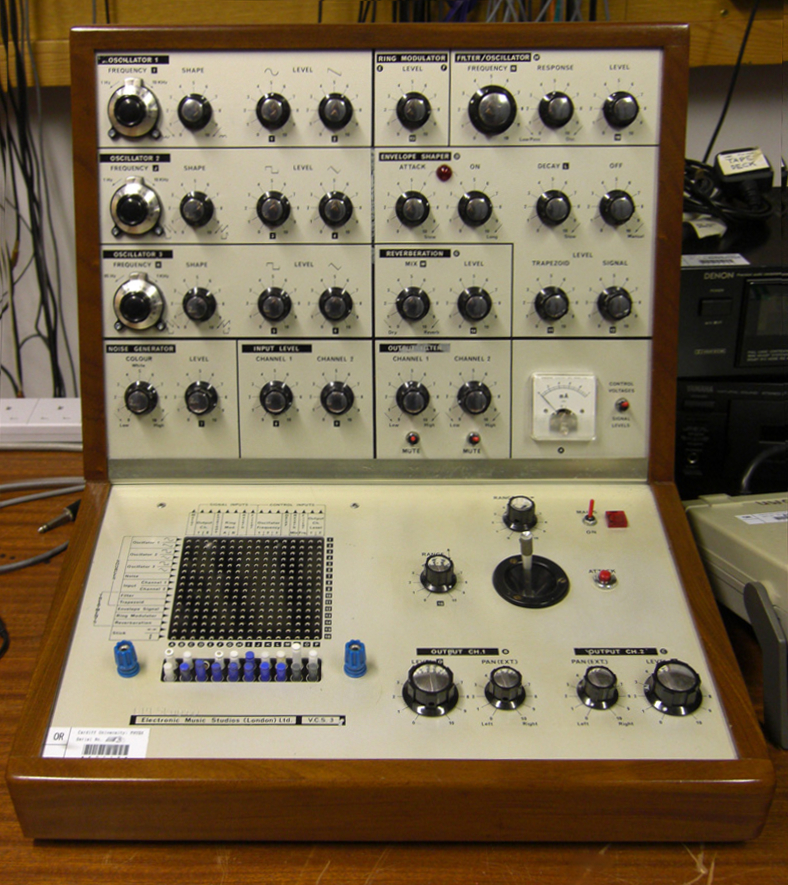
一部の録音を自宅で行うことで、ラングレンはより長時間にわたるスタジオ実験を行うことができた。たとえば、Putney製のVCS3シンセサイザーを使用した実験などである。

ラングレンがアルバムのレコーディングを始める頃は既にソロアーティスト兼プロデューサーとして商業的な成功を収めており、これが彼の自信を高めていた。しかし同時に他のミュージシャンが自分のレコーディングで演奏していることに不満を抱くようになり「ドラムもベースも弾いたことがないのに、弾ける人には文句を言っていた」と回想している。これがきっかけでアルバム全体をマルチトラック録音を用いて一人で録音することを決意した。彼はアルバムの楽曲を驚異的な速さで書き上げ、その生産性をリタリンと大麻のおかげだとし「これらの薬物のおかげで信じられないほどのペースで曲を書けた」「他の曲もすぐに書けた」「基本的にCM7(Cメジャー・セブンス)コードから始まり、曲が出来上がるまで予測可能なパターンで手を動かし続けた」と述べている。

## レコーディング

### ロサンゼルス・セッション

#### I.D.サウンドスタジオ
アルバムの最初の3面に収録された伴奏トラックの大部分は、ロサンゼルスのI.D.サウンド・スタジオで録音され、エンジニアはジェームズ・ロウ(James Lowe)、アシスタントはジョン・リー(John Lee)が務めた。
このスタジオはロサンゼルスで最初期の独立系スタジオの一つであり、ロウによれば、ラングレンがここを選んだのは、レコード会社の干渉を受けずに自らの手で制作できること、そして最新の技術と機材が揃っていたことが理由だったという。
彼はすべての楽器を順に演奏しており、ドラムから始めたことについて「それが論理的な出発点だった」と語っている。その他の楽器は、順にドラムの上に重ねて録音された。
ドラムを録音している間、頭の中で曲を口ずさみながら位置を確認していたが「もし間違えたら後でその間違いに合わせて曲を変更していた。修正するよりその方が簡単だった」と述べている。
振り返って、彼は当時ドラム初心者だったこともありクリックトラックを使っていたらもっと良い演奏ができたかもしれないと感じているが、最終的には「バンドのような音になっている」と満足している。自分の技術的な未熟さが大きな障害だったとは思っておらず「人は演奏していることを理解するし、その方がより強いインパクトを与える」と語っている。
アルバムのエンジニアであるロウは、「ほとんど手探りで作業していた」と振り返っており、ラングレンは録音中に楽器のスペースを残しながら曲を即興的に発展させていったという。「4、5トラックほど録音を重ねるまで、その曲がどこに向かっているのか私には全く分からなかった」と語っている。

#### ラントレコーダーズ
ラングレンはI.D.サウンド・スタジオでの録音に加えて、8トラックのレコーダーといくつかのスタジオ機材を借家(ニコルズ・キャニオンのアストラル・ドライブ)に持ち込み、自宅にも設置した。
「Intro」「Breathless」「One More Day(No Word)」はこの自宅で録音され、加えてさまざまなギターやキーボードのオーバーダブもここで行われた。「Torch Song」のバージョンも録音されたが、バックグラウンドノイズがひどくお蔵入りとなった。
ラングレンは自宅で録音することで他人の時間を無駄にせず、自分のペースでVCS3シンセサイザーのプログラミングのような技術的作業やプロダクションに取り組めたと回想している。
オリジナルの見開きスリーブに使われたアートワークもこのアパートで撮影された。I.D.スタジオと自宅の両方で食事や睡眠の休憩を最小限に抑えながら毎日長時間作業していたにもかかわらず、ラングレンは録音の体験を楽しんでおり「他のどんな方法でもやりたくなかった」と語っている。

### ニューヨーク・セッション

#### レコード・プラント・スタジオ
ラングレンは同様の方法でさらにトラックを録音しダブルアルバムに仕上げることを考えていたが、地震をきっかけにニューヨーク市へ移り、レコード・プラント・スタジオでセッション・ミュージシャンを招いたライブ録音セッションを行うことにした。このセッションの基本的な狙いは「みんなで歌えるコーラスのある曲」を作ることだった。
ラングレンは誰が演奏に参加するかを事前に決めておらず、スタジオに居るか近くにいる誰でも来てその場で曲を覚えて演奏してほしいというシンプルな方針だった。彼はムーギー・クリングマンに連絡を取り、クリングマンは数曲に参加し後にラングレンと共にバンド「ユートピア(Utopia)」を結成することとなる。
ラングレンは録音のために「可能な限り最高のセッション・プレイヤーを集めてほしい」とクリングマンに指示した。
クリングマンは金曜の夜遅くにラングレンから電話を受け「日曜の朝までにフルバンドを集めてくれ。ホーンも、シンガーも、全部だ」と頼まれ「とにかく大量の電話をかけた」と回想している。
全員が全セッションに参加できるわけではなかったため特にギターやベースでは複数のミュージシャンを起用する必要があった。演奏者たちはラングレン自身を含め実際に録音に入る前に数回しかリハーサルをせず、その結果として自然で即興的な雰囲気を保つことができた。また、録音の合間のちょっとした会話なども、完成したアルバムに一部収録されている。
「Dust in the Wind」「Hello It's Me」「You Left Me Sore」の3曲がレコード・プラントで録音されその中にはクリングマン自身の曲(Dust in the Wind)も含まれていた。
ギタリストのリック・デリンジャーは1曲で参加しその後ラングレンと度々共演することになる。
トランペット奏者のランディ・ブレッカーは「ブラッド・スウェット & ティアーズ」の創設メンバーであり、弟のマイケル・ブレッカー(このセッションに参加)と共に後に「ブレッカー・ブラザーズ」として商業的成功を収める。
トロンボーン奏者のバリー・ロジャース(Barry Rogers)はレコード・プラント録音で金管セクションを完成させた人物であり、ブレッカー兄弟と共にバンド「Dreams」でも活動していた。

#### ベアズヴィル・スタジオ
さらにライブ録音セッションがウッドストックのベアズヴィル・スタジオで行われた。このセッションにはポール・バターフィールド・ブルース・バンド(The Paul Butterfield Blues Band)のメンバーの一部が参加し「Piss Aaron」「Some Folks Is Even Whiter Than Me」の2曲が完成した。

### その他
「Slut」は、以前にI.D.サウンド・スタジオでのライブセッション中に録音されたもので、これには過去に共演したトニー・セイルス(Tony Fox Sales)とハント・セイルス(Hunt Sales)、ギタリストのリック・ヴィト(Rick Vito)、さらに後に俳優となるエドワード・ジェームズ・オルモス(Edward James Olmos)がバックコーラスで参加している。
既存のスタジオトラックの大半のボーカル録音もレコード・プラントで行われ、一部はベアズヴィルでも追加録音されアルバム全体のミックスもそこで実施された。ロサンゼルスの時と同様に、ジェームズ・ロウがエンジニアリングをサポートしており、「ノイマンU67を立てて、彼はそのままコントロールルームでモニターを使って歌った」と語っている。

## 楽曲
ライナーノーツではアルバム各面に

side one「耳を引くメロディーの花束」

side two「知的な側面」

side three「少年がヘヴィになる」

side four「ベイビーは新しいヘビ皮のブーツが必要（ポップ・オペレッタ）」

と記されている。
ライナーノーツはラングレン自身が執筆しており、ライブトラック間に物語性を持たせた短いオペレッタ(音楽劇)も添えられている。
「I Saw the Light」はヒットする可能性が最も高いと考えられたためアルバムの冒頭に配置された。この曲はキャロル・キングの影響を受けており、約20分ほどで書き上げられた。
「Couldn't I Just Tell You」はパワー・ポップという音楽ジャンルにおいて多くのアーティストに大きな影響を与えている。
音楽評論家のスティーヴン・トーマス・アールワイン(All Music Guide)はこの曲を「パワー・ポップの礎を築いた偉大な楽曲のひとつ」と評している。
また、スコット・ミラーの2010年の著書『Music: What Happened?』では、この曲を「おそらく史上最高のパワー・ポップ録音」と称賛し、その歌詞は「どういうわけか切実さと軽快さが同居しており」ギターソロについては「本当に驚くべき器用さと表現力を持っている」と述べている。
「Hello It's Me」はラングレンのかつてのバンド、ナッズ(Nazz)によってすでに録音されていた曲である。彼が過去のグループの楽曲を再録音したこの珍しいケースについて、ラングレンはこう説明している：
「これは僕が初めて作曲した曲で、個人的に思い入れがあったんだ。…午後のセッション中に本当に録りたかったのは『Dust in the Wind』と『You Left Me Sore』だった。セッションが順調に進んでいたし、『Hello It’s Me』を現代風にアレンジし直すことをずっと考えていた。
 元のバージョンはとても重苦しい**哀歌(dirge)**のような仕上がりだったから、その部分を改善できると思ったんだ。」
side fourの他のライブ録音曲と同様にこのトラックもほとんど準備されないまま録音された。
ラングレンは後にこの曲はリハーサルから録音まで2時間以内で仕上げられたと述べている。また、曲の終わりに入っているホーンラインとバックコーラスは完全に即興で演奏されたものだった。
side fourはさらに1960年代のラングレンが関わったアーカイブ音源2本の短い抜粋で締めくくられている。
1つ目は1966年頃に録音されたバレット・ストロングの「Money (That's What I Want)」のカバーで、同名のバンド「Money」による演奏。
2つ目は1966年後半にフィラデルフィアで録音されたWoody's Truck Stopによる「Messin' with the Kid」の演奏である。

## 収録曲
all_writing   = Todd Rundgren except where noted
| #         | タイトル                                          | 作詞  | 作曲・編曲 | 時間 |
| --------- | ------------------------------------------------- | ----- | ---------- | ---- |
| 1.        | 「I Saw the Light」                               |       |            | 2:56 |
| 2.        | 「It Wouldn't Have Made Any Difference」          |       |            | 3:50 |
| 3.        | 「Wolfman Jack」                                  |       |            | 2:54 |
| 4.        | 「Cold Morning Light」                            |       |            | 3:55 |
| 5.        | 「It Takes Two to Tango (This Is for the Girls)」 |       |            | 2:41 |
| 6.        | 「Sweeter Memories」                              |       |            | 3:36 |
| 合計時間: | 合計時間:                                         | 20:52 |            |      |

| #         | タイトル                               | 作詞  | 作曲・編曲 | 時間 |
| --------- | -------------------------------------- | ----- | ---------- | ---- |
| 1.        | 「Intro」                              |       |            | 1:11 |
| 2.        | 「Breathless」                         |       |            | 3:15 |
| 3.        | 「The Night the Carousel Burned Down」 |       |            | 4:29 |
| 4.        | 「Saving Grace」                       |       |            | 4:12 |
| 5.        | 「Marlene」                            |       |            | 3:54 |
| 6.        | 「Song of the Viking」                 |       |            | 2:35 |
| 7.        | 「I Went to the Mirror」               |       |            | 4:05 |
| 合計時間: | 合計時間:                              | 23:41 |            |      |

| #         | タイトル                     | 作詞  | 作曲・編曲 | 時間 |
| --------- | ---------------------------- | ----- | ---------- | ---- |
| 1.        | 「Black Maria」              |       |            | 5:20 |
| 2.        | 「One More Day (No Word)」   |       |            | 3:43 |
| 3.        | 「Couldn't I Just Tell You」 |       |            | 3:34 |
| 4.        | 「Torch Song」               |       |            | 2:52 |
| 5.        | 「Little Red Lights」        |       |            | 4:53 |
| 合計時間: | 合計時間:                    | 20:22 |            |      |

| #         | タイトル | 作詞  | 作曲・編曲 | 時間 |
| --------- | --- | ----- | ---------- | ---- |
| 1.        | 「Overture–My Roots" - "Money (That's What I Want)" (Janie Bradford, Berry Gordy Jr.) - "Messin' with the Kid" (Mel London)」 |       |            | 2:29 |
| 2.        | 「Dust in the Wind」(Mark Klingman)                                                                                           |       |            | 3:49 |
| 3.        | 「Piss Aaron」 |       |            | 3:26 |
| 4.        | 「Hello It's Me」 |       |            | 4:42 |
| 5.        | 「Some Folks Is Even Whiter Than Me」                                                                                         |       |            | 3:56 |
| 6.        | 「You Left Me Sore」 |       |            | 3:13 |
| 7.        | 「Slut」 |       |            | 4:03 |
| 合計時間: | 合計時間: | 25:38 |            |      |

## パーソネル
サイド4の以下のトラックを除きトッド・ラングレンがすべての楽器とボーカルを担当
・"Money(That's What I Want)"
　◦Todd Rundgren-リード·ギター
　◦Rick Valente-リード·ヴォーカル
　◦Randy Read-リズム·ギター
　◦Collie Read-ベース·ギター
　◦Stockman-ドラムス
・"Messin'  With the Kid"
　クレジット無し
・"Dust in the Wind"(Recorded at the Record Plant,New York)
　◦Todd Rundgren-リード·ヴォーカル、ピアノ
　◦Mark Klingman-オルガン
　◦Rick Derringer-ギター
　◦John Siegler-ベース·ギター
　◦John Siomos-ドラムス
　◦Randy Brecker-トランペット
　◦Mike Brecker-テナー·サックス
　◦Barry Rogers-トロンボーン
　◦Hope Ruff,Richard Corey,Vicki Robinson,Dennis Cooley,Cecilia Norfleet-バックグラウンド·ヴォーカル
・"Piss Aaron"(Recorded at Bearsville Studios,Woodstock)
　◦Todd Rundgren-リード·ヴォーカル、エレクトリック·ピアノ
　◦Amos Garrett-ギター
　◦Ben Keith-ペダル·スティール·ギター
　◦Jim Colgrove-ベース·ギター
　◦Billy Mundi-ドラムス
・"Hello It's Me"(Recorded at the Record Plant,New York)
　◦Todd Rundgren-リード·ヴォーカル、ピアノ
　◦Mark Klingman-オルガン
　◦Robbie Kogale-ギター
　◦Stu Woods-ベース·ギター
　◦John Siomos-ドラムス
　◦Randy Brecker-トランペット
　◦Mike Brecker-テナー·サックス
　◦Barry Rogers-トロンボーン
　◦Hope Ruff,Richard Corey,Vicki Robinson,Dennis Cooley,Cecila Norfleet-バックグラウンド·ヴォーカル
・"Some Folks Is Even Whiter Than Me"(Recorded at Beaesville Studios,Woodstock)
　◦Todd Rundgren-リード·ヴォーカル、ギター
　◦Mark Klingman-ピアノ
　◦Ralph Walsh-ギター
　◦Bugsy Maugh-ベース·ギター
　◦Billy Mundi-ドラムス
　◦Serge Katzen-コンガ
　◦Gen Dinwiddle-テナー·サックス
・"You Left Me Sore"(Recorded at the Record Plant,New York)
　◦Todd Rundgren-リード·ヴォーカル、ピアノ
　◦Mark Klingman-オルガン
　◦Robbie Kogale-ギター
　◦Stu Woods-ベース·ギター
　◦John Siomos-ドラムス
　◦Hope Ruff,Richard Corey-バックグラウンド·ヴォーカル
・"Slut"(Recorded at I.D. Sound Studios,Los Angels)
　◦Todd Rundgren-リード·ヴォーカル、ギター
　◦Rick Vito-ギター
　◦Charie Schoning-ピアノ
　◦Tony Sales-ベース
　◦Hunt Sales-ドラムス
　◦Jim Horn-テナー·サックス
　◦John Kelson-テナー·サックス
　◦Brook Baxes,Anthony Carrubba,Henry Fanton,Edward Olmos-バックグラウンド·ヴォーカル